# شکیوول مک‌کیسیک
شکیوول مک‌کیسیک (انگلیسی: Shaquielle McKissic؛ زادهٔ ۱۷ اوت ۱۹۹۰) بازیکن بسکتبال اهل ایالات متحده آمریکا است.